# Pergamino (kommunhuvudort)
Pergamino är en kommunhuvudort i Argentina.   Den ligger i provinsen Buenos Aires, i den centrala delen av landet, 220 km väster om huvudstaden Buenos Aires. Pergamino ligger 69 meter över havet och antalet invånare är 87 652.
Terrängen runt Pergamino är mycket platt. Det finns inga andra samhällen i närheten.
Trakten runt Pergamino består till största delen av jordbruksmark. Runt Pergamino är det ganska glesbefolkat, med 34 invånare per kvadratkilometer.